# 前田遺跡
前田遺跡（まえだいせき）は、兵庫県芦屋市前田町に位置する縄文時代晩期から弥生時代前期にかけての複合遺跡。

## 概要
芦屋川によって形成・発達した新期沖積扇状地の右岸域、標高13～17メートルに位置する。面積は20.950平方メートルの遺跡である。震災復興調査で発見された。
2003年（平成15年）の前田公園建設に伴う発掘調査の際には、弥生時代前期後半（約2500年前）の水田跡が見つかった。また、弥生人の足跡が見つかっており、公園内には型取り模型がある。
現地には、発掘調査の解説板も設置されている。

## 主な遺構
複数の遺構検出面から以下の遺構が検出された。

### 第1遺構面
- 唐犂溝
- 溝
- 柱穴

### 第2遺構面
- 溝
- 柱穴

### 第3遺構面
- 水田跡
- 畦畔
- 溝
- 足跡

### 第4遺構面
- 水田跡
- 柱穴
- 足跡

## 主な遺物
各遺構検出面から以下の遺物が検出された。
- 弥生土器
- 土師器
- 須恵器
- 瓦器
- 輸入陶磁器